# ربکا میدر
ربکا لی میدر (به انگلیسی: Rebecca Leigh Mader) (زاده ۲۴ آوریل ۱۹۷۷) بازیگر انگلیسی است. او بیشتر برای نقش مورگان گوردون در فیلم همه بچه‌های من و نقش زلینا ( جادوگر شرور ) در سریال روزی روزگاری بازی در فیلم جشن  و نقش شارلوت لوئیس در مجموعه تلویزیونی لاست شناخته شده است.